# Chrysiptera unimaculata
Chrysiptera unimaculata là một loài cá biển thuộc chi Chrysiptera trong họ Cá thia. Loài này được mô tả lần đầu tiên vào năm 1830.

## Từ nguyên
Từ định danh unimaculata được ghép bởi hai âm tiết trong tiếng Latinh, uni ("một") và maculata ("có đốm"), hàm ý đề cập đến đốm đen ở phía sau vây lưng của loài cá này.

## Phạm vi phân bố và môi trường sống
C. unimaculata có phạm vi phân bố rộng khắp khu vực Ấn Độ Dương - Thái Bình Dương, từ Biển Đỏ trải dài đến Fiji và Tonga, ngược lên phía bắc đến quần đảo Ryukyu (Nhật Bản) và giới hạn phía nam đến rạn san hô Great Barrier (Úc).
Tại Việt Nam, C. unimaculata được ghi nhận ở đảo Lý Sơn (Quảng Ngãi), Ninh Thuận, cù lao Chàm (Quảng Nam), cù lao Câu (Bình Thuận) và Nha Trang (Khánh Hòa) cùng quần đảo Hoàng Sa và quần đảo Trường Sa.
Loài này sống tập trung trên các rạn viền bờ và có nhiều sóng ở độ sâu đến ít nhất là 3 m.

## Mô tả
Chiều dài lớn nhất được ghi nhận ở C. unimaculata 10 cm. Cá trưởng thành nhìn chung có màu nâu, vây ngực có màu vàng. Có một đốm đen viền xanh óng ở phía sau vây lưng. Cá con màu vàng (sẫm nâu hơn ở lưng), lốm đốm các vệt xanh ánh kim với một sọc xanh trên mõm dọc theo lưng, và có thêm một đốm đen viền xanh ở giữa vây lưng.
Số gai ở vây lưng: 13; Số tia vây ở vây lưng: 13–14; Số gai ở vây hậu môn: 2; Số tia vây ở vây hậu môn: 12–14; Số tia vây ở vây ngực: 18–19; Số gai ở vây bụng: 1; Số tia vây ở vây bụng: 5; Số lược mang: 22–23; Số vảy đường bên: 16–18.

## Sinh thái học
Thức ăn của C. unimaculata là tảo và động vật giáp xác nhỏ. Cá đực có tập tính bảo vệ và chăm sóc trứng; trứng có độ dính và bám chặt vào nền tổ.